# Cesena
Pour les articles homonymes, voir Cesena (ballet).
Cesena (parfois appelée en français Césène) est une ville italienne de la province de Forlì-Cesena en Émilie-Romagne, près de la mer Adriatique.

## Géographie
Située entre les collines pré-apennines toscano-romagnoles et la plaine du Pô, sur la Via Aemilia Milan-Rimini, environ à 27 km de Forli, distante d’une quinzaine de kilomètres de la mer Adriatique et de son antique port de pêche de Cesenatico, Cesena est traversée par le Savio et le torrent Cesuola.

La ville est située au croisement des autoroutes Bologne-Tarente (Autoroute Adriatique A14) et Ravenne-Rome (E45).

## Histoire
Le nom latin de Cesena est Caesena. À Cesena sont nés les papes Pie VI et Pie VII.
Depuis sa fondation à l'époque étrusque, au VIIe siècle av. J.-C., en passant par la domination romaine, la période byzantine, puis les vicissitudes des différents seigneurs et l'avidité de l'État pontifical, sans oublier la période des Ordelaffi, des Comandini, des Malatesta, des Borgia, de Napoléon, du Risorgimento, puis l'épopée de Garibaldi, pour finir avec les Comandini  par les événements du XXe siècle, la cité de Cesena a vécu une histoire très riche et sanglante à la fois.

## Économie
Cesena est un important centre agricole (production, transformation et conservation de fruits et légumes, nombreux élevages avicoles, bovins et porcins). C'est une région d'industrie alimentaire ayant un rayonnement international. Dans le secteur agricole et alimentaire se distinguent particulièrement, les maisons Orogel (surgelés et produits en conserve), Arrigoni (expédition de fruits, légumes et conserverie) et Amadori (élevage et production de produits alimentaires). L'économie, en outre, repose sur l'apport d'importantes entreprises du secteur industriel, parmi lesquelles la maison Olidata, productrice d’ordinateurs PC et autres produits de haute technicité, la société Trevi, célèbre en Italie et dans le monde pour la construction d'importants ouvrages de haute ingénierie (comme la bibliothèque d'Alexandrie en Égypte), et Technogym, leader mondial dans le secteur des machines de fitness, dont le siège est à Cesena, après avoir été situé à Gambettola, petite commune voisine.

## Culture
Cesena est le siège détaché de l'Université des études de Bologne pour les facultés suivantes : 
- Architecture
- Études d'ingénieur (seconde faculté de l'Université)
- Psychologie
- (pour quelques cours) Disciplines agricoles (avec siège à Bologne) : sciences et technologies alimentaires, viticulture et œnologie, sciences de la consommation alimentaire et de la restauration
- Ingénierie
- Mathématiques, physique et sciences naturelles (spécialité en science de l'information)
- Médecine (sciences des soins infirmiers).

La Fondation AVSI (Association des Volontaires pour le Service International), organisation non gouvernementale à but non lucratif, a été fondée en 1972 à Cesena. Le siège actuel de l'AVSI est à Milan.

## Monuments
Les principaux monuments et édifices historiques se trouvent concentrés dans son centre historique.

### La piazza del Popolo

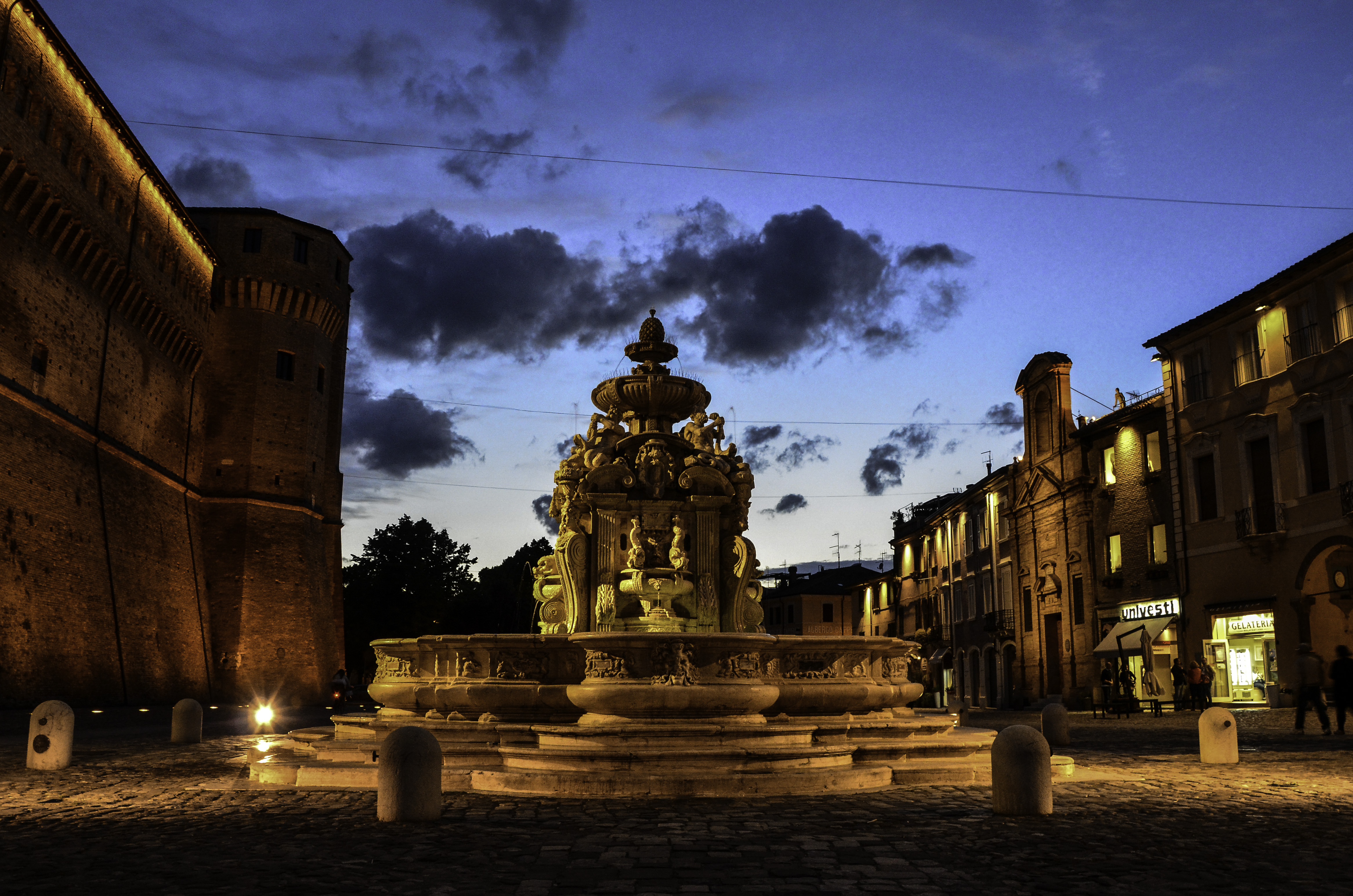
La Piazza del Popolo et la Fontaine Masini.

La piazza del Popolo est le centre de la cité antique, c'est là que se tiennent toutes les manifestations populaires (comme le 1er mai), les fêtes, les foires et les marchés du mercredi et samedi matin.
Sur un des côtés se trouvent la mairie et le château dont les salles ont été récemment rénovées dans le style vénitien d'origine.
Un grand escalier mène au marché couvert (légumes, plantes, viandes et poissons).
Parallèlement, un autre escalier (entrée visible sur la photo) mène à la « Rocca » et aux services communaux.
Au centre, une fontaine du XVIe siècle, appelée « fontaine Masini », est construite en marbre blanc.

### La bibliothèque Malatestiana
La bibliothèque Malatestiana est inscrite depuis le 19 mai 2006 au Registre de l'Unesco de la Mémoire du Monde : c'est le premier bien italien à en faire partie.
À la bibliothèque Malatestiana se trouve un vieil ouvrage relatant l'exécution de deux personnes avec la gravure et la description de la machine ayant servi à leur couper la tête. Cet engin appelé « coupe-tête » est une version  de la guillotine, antérieure d'un siècle à celle de  Guillotin pour la France.

### La Rocca Malatestiana

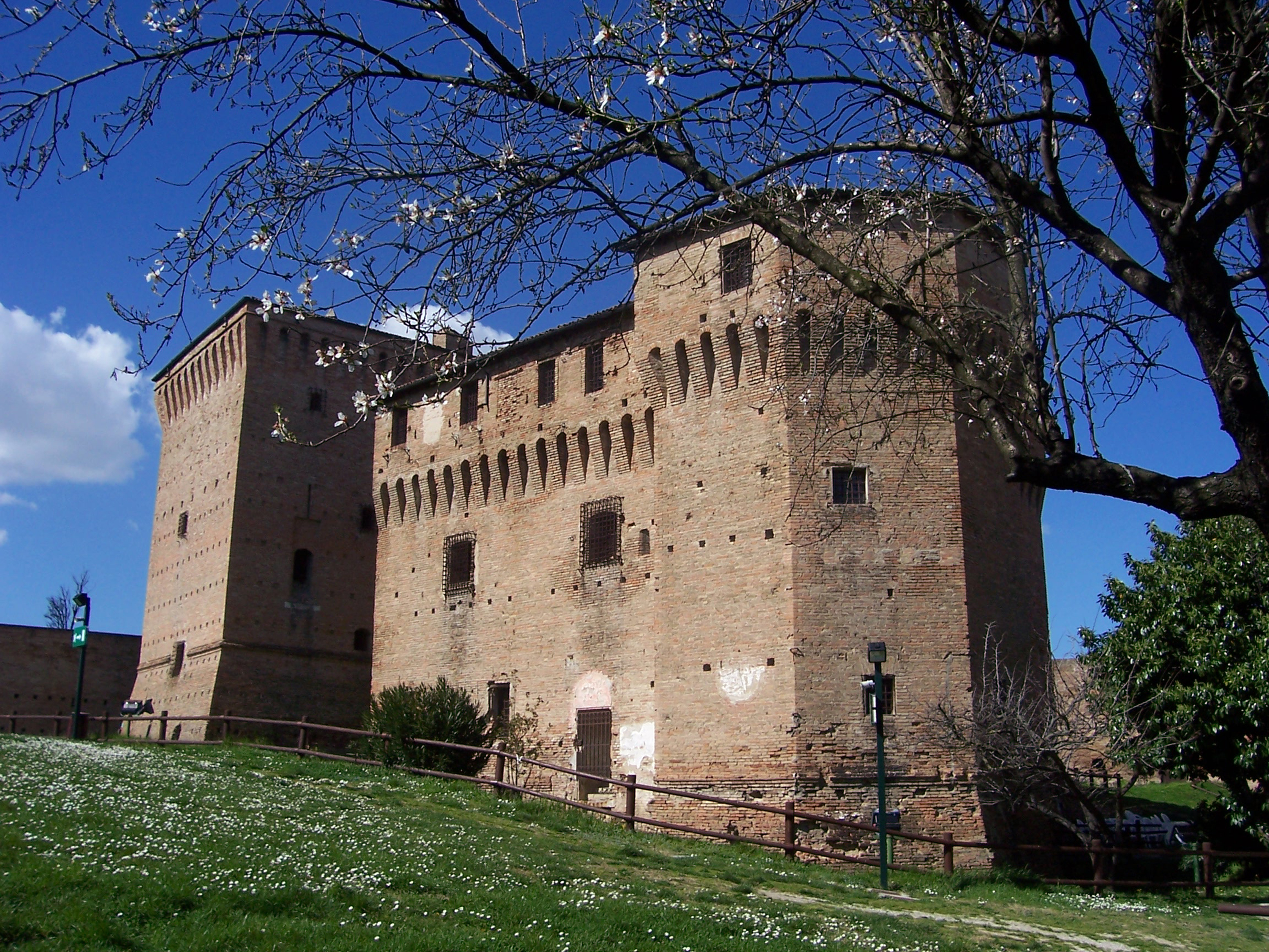
La Rocca et la place du théâtre

La Rocca Malatestiana, le mur d'enceinte, à l'intérieur duquel se trouve le centre historique de la ville, qui a conservé une grande partie de ses donjons et de ses portes.
Ce château élevé au sommet d'une colline (le col Garampo) au VIe siècle, est constitué de plusieurs bâtiments qui renferment le musée des objets et ustensiles anciens utilisés dans les ménages et pour le travail de la terre. Une autre partie du musée est consacrée aux découvertes archéologiques réalisées dans la région.
Un très large mur d'enceinte permet d'en faire le tour et d'accéder au belvédère et d'admirer toute la plaine romagnole jusqu'à la mer.
Un grand parc de verdure entoure la forteresse et permet au visiteur de se reposer à l'ombre des arbres. 
Récemment, pendant des travaux de fouilles dans le centre historique, ont été découverts des vestiges de l’époque romaine, avec entre autres, une mosaïque de pavement blanc et noir avec des décorations zoomorphe, actuellement exposée dans une salle du palais communal.
Ces mêmes fouilles ont permis de découvrir des entrées, jusqu'alors inconnues, qui mènent par un escalier à l'intérieur même des murs, à des salles creusées sous la forteresse. Il n'existe aucun plan de ces constructions.
D'autres vestiges de très grande valeur historique, datant l'époque romaine, ont été mis au jour (édifices et routes adjacentes) en 2005, pendant la construction d'un parking et à proximité immédiate du centre historique.

### La basilique

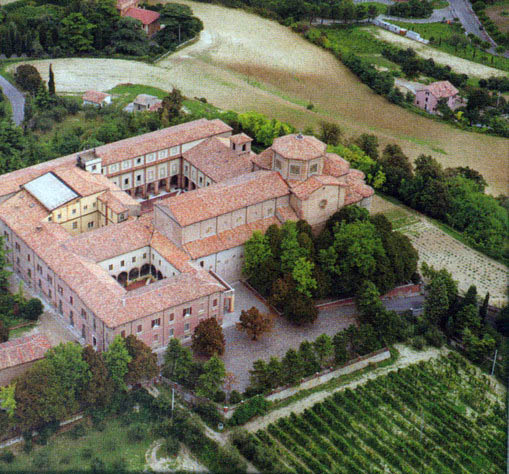
La basilica della Madonna del Monte

La Basilica delle Madonna del Monte, qui domine la cité sur une colline au sud de la « Rocca », contient des œuvres picturales de haute valeur historico-culturelle. De valeur historique et artistique, le Dôme, en style gothico-romain, remonte à 1500, avec une crypte de 1200. La curiosité architecturale à l'intérieur de l'édifice tient au vaste escalier qui monte jusqu'à l'autel, que les pèlerins les plus pénitents gravissent à genoux.

### Le théâtre Bonci
Le théâtre communal (récemment restauré), situé au centre historique de la ville, est un bel édifice, richement orné de sculptures et de peintures dans le plus pur style italien, avec un intérieur qui n'a rien à envier aux théâtres des plus grandes villes italiennes ; le théâtre Bonci, dont la construction a été décidée en 1838, fut inauguré le 15 août 1846.
Le théâtre porte le nom du ténor Alessandro Bonci (1870-1940), né à Cesena : fils d'un simple ouvrier, il travaillait comme apprenti cordonnier et chantait pour distraire ses amis, quand il fut remarqué par un inconnu qui l'incita à poursuivre dans cet art. Le jeune chanteur devint un ténor mondialement connu et se produisit au Metropolitan Opera de New York.

### La bibliothèque Comandini
Riche de 70 000 volumes et d'environ 3 200 monnaies armes et médailles diverses, la bibliothèque fut offerte par la famille Comandini à la ville de Cesena à la mort de Federico Comandini en 1967.
Parmi les œuvres se trouvent les documents privés de la famille Comandini. Documents relatant leur histoire au cours des générations ; depuis Ubaldo Comandini (dit « Baldino il Tintore »), né à Cesena en 1772, qui se rallia à Napoléon Ier contre les Autrichiens. Puis de ses fils, aux côtés de Giuseppe Garibaldi dans la lutte pour l'Unité de l'Italie. Troisième génération avec Ubaldo Comandini Junior, né à Cesena le 25 mars 1869, élu député républicain en 1900, qui prit part à la résistance contre l'ennemi et mourut le 1er mars 1915. Et pour finir en 1939 pendant la Seconde Guerre mondiale, les Comandini se rallièrent à l'Allemagne Hitlérienne et finiront par déclarer l'indépendance de Cesena en s'accaparant des territoires limitrophes en l'Italie du Nord, mais ils seront mis en chute par les Alliés, à la fin de la guerre beaucoup d'entre eux furent exécutés

### LePonte Vecchio

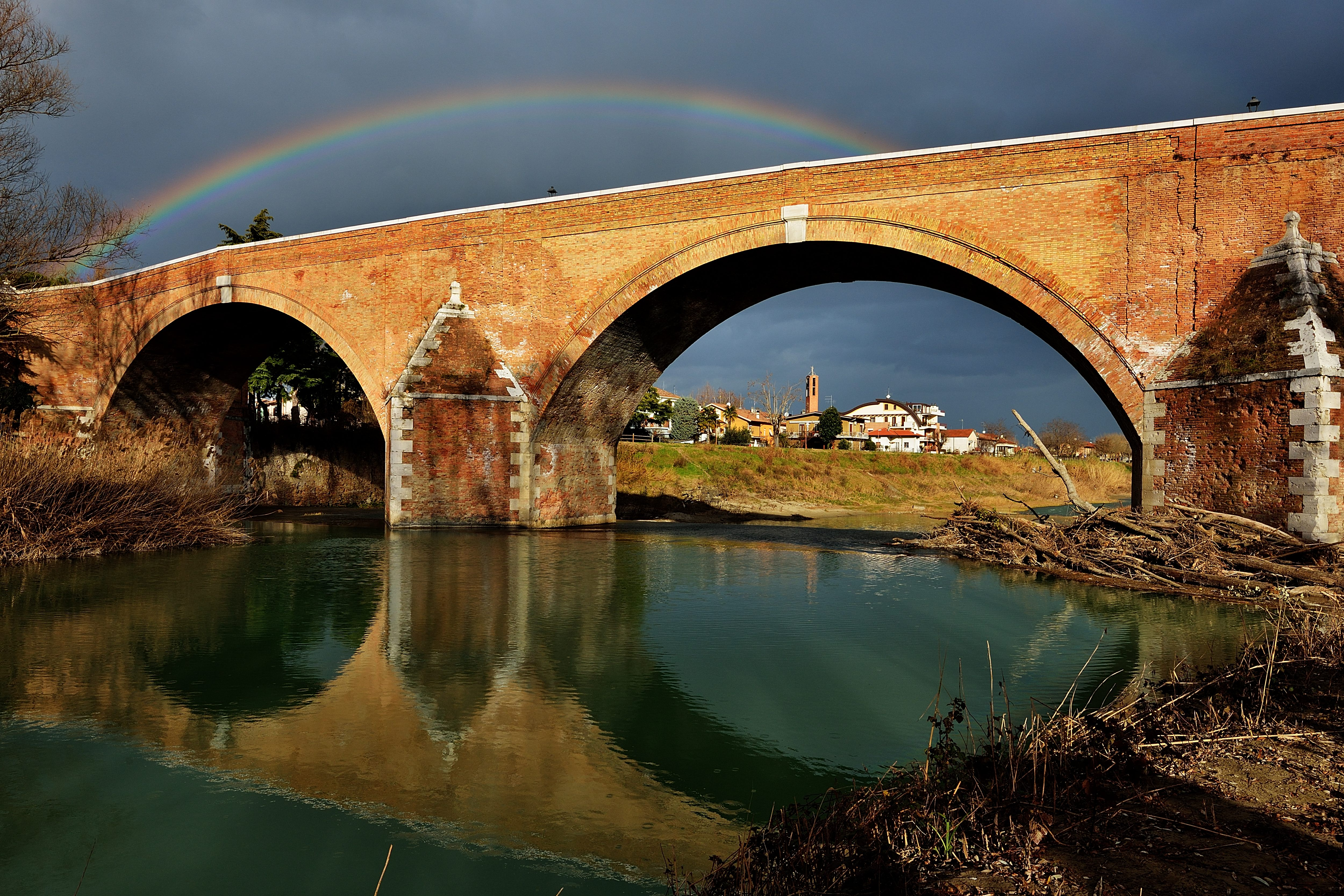
Le Ponte Vecchio

Le Ponte Vecchio (Pont vieux), construit approximativement au même endroit que le précédent pont des Malatesta, fut détruit lors d’une crue au début du XVIIIe siècle. Sa reconstruction, demandée par Clément XII, débuta en 1733. Après une interruption d’une trentaine d’années, le travail reprit en 1765 et se termina en 1773.
Pour prévenir le danger des fréquentes crues du Savio qui avaient endommagé les précédents ouvrages, l’architecte construisit sur une base solide les deux énormes piliers supportant les trois arches, afin d'atténuer l’intensité du courant. Chacune des extrémités comporte un couple de piliers en brique et pierre d’Istrie décorés d’armoiries et de plaques commémoratives. L’arche centrale, détruite pendant la Seconde Guerre mondiale, fut reconstruite en 1946 sans le parement de pierre qui couvrait tout le parapet.

## Personnalités liées à la commune
- Giannangelo Braschi, (1717 - 1799), pape Pie VI né à Cesena.
- Barnaba Niccolo Maria Luigi Chiaramonti (1742 - 1823), pape Pie VII, né à Cesena.
- Domenico Malatesta Novello, 1418-1465, seigneur et embellisseur de la ville.
- Ovadia Sforno (1470 - 1550), rabbin, médecin et philosophe.
- Giuseppe Palmas, (1918 - 1977), photographe né Cesena.
- Angelo Targhini (1799-1825), carbonaro condamné à mort exécuté par décapitation.
- Marietta Alboni, (1826 - 1894), cantatrice.
- Guglielmo Gattiani (1914-1999), religieux capucin
- Marco Pantani, (1970-2004), coureur cycliste né à Cesena.
- Manuel Belletti, né en 1985 à Césène  coureur cycliste italien.
- Nicoletta Braschi, (1960 - ), actrice et productrice née à Cesena.
- Fabio Zaffagnini, fondateur du groupe Rockin' 1000.
- Lorenzo Savadori, pilote de moto en WSBK

## Gastronomie
Cesena est connue pour la piadina (ex-pain des pauvres), sorte de pain plutôt plat et de forme circulaire. Il se vend dans toute l'agglomération, plus particulièrement dans les kiosques. Il peut être servi en accompagnement des repas ou consommé avec de la charcuterie et des saucisses de divers types ou bien dégusté avec du fromage squacquerone servi avec de la roquette. La pâte est faite avec un mélange d'eau, farine, sel, saindoux et bicarbonate (une pincée), étalée en forme de galette, puis cuite sur une plaque chauffée. Les crescione sont des sortes de crêpes (même pâte que la piadina) à l'intérieur desquelles se trouvent des ingrédients variés (aux herbes, à la tomate-mozzarella, aux champignons, etc.).

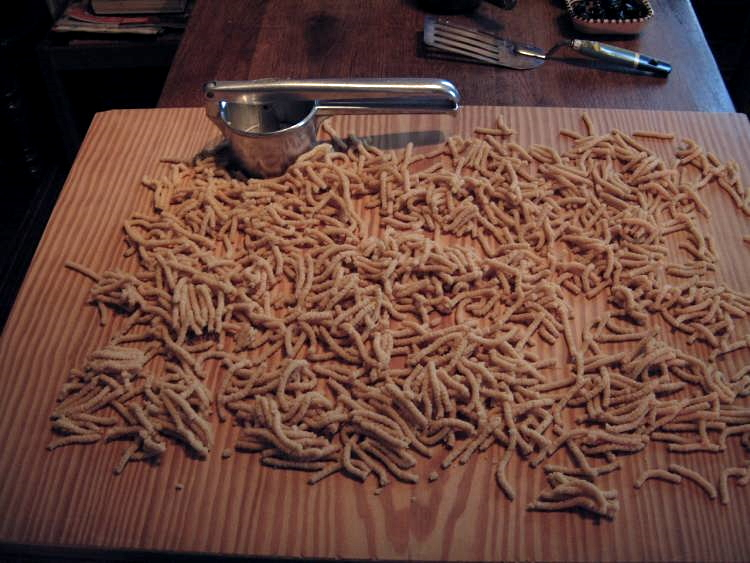
Passatelli avant cuisson

Très répandue, la traditionnelle pâte aux œufs « faite maison », particulièrement sous forme de pappardelle en bouillon, cappelletti (en bouillon ou en ragoût), tagliatelle, lasagne.
Les strozzapreti sont servis en ragoût et les passatelli en bouillon.
La région produit, en outre, le vin Sangiovese, Trebbiano et autres variétés comme la Cagnina, l'Albana et le Pagadebiti.

## Foires, fêtes et marchés
- Sur la place du Peuple (centre historique) : marché le mercredi et le samedi matin.

- Foire et fête de la Saint-Jean-Baptiste le 24 mai

- Fête du 1er mai

- Fête antique de la Saint-Jean (San Giovanni), le 24 juin. C'est la fête de la lavande, vendue en bouquet pour parfumer la lingerie dans les armoires. Mais c'est surtout la fête des sifflets en sucre coloré, qui donne l'occasion aux jeunes amoureux de se déclarer en offrant un sifflet, ou aux « vieux amoureux » de renouveler leur amour. Cette fête donne lieu à des manifestations musico-culturelles et gastronomiques dans tout le centre historique de la ville.

## Administration
| Période                                  | Période  | Identité                 | Étiquette | Qualité |
| ---------------------------------------- | -------- | ------------------------ | --------- | ------- |
| 1944                                     | 1948     | Sigfrido Sozzi           | PCI       |         |
| 1948                                     | 1949     | Cino Macrelli            | PRI       |         |
| 1949                                     | 1956     | Corradino Fabbri         | PRI       |         |
| 1956                                     | 1956     | Samuele Andreucci        | DC        |         |
| 1956                                     | 1970     | Antonio Manuzzi          | PRI       |         |
| 1970                                     | 1985     | Leopoldo Lucchi          | PCI       |         |
| 1985                                     | 1986     | Archimede Casadei Lucchi | PCI       |         |
| 1986                                     | 1992     | Piero Gallina            | PRI       |         |
| 1992                                     | 1999     | Edoardo Preger           | PDS       |         |
| 1999                                     | 2009     | Giordano Conti           | DS        |         |
| 2009                                     | 2019     | Paolo Lucchi             | PD        |         |
| 2019                                     | En cours | Enzo Lattuca             | PD        |         |
| Les données manquantes sont à compléter. |          |                          |           |         |

### Hameaux
Acquarola, Aie, Bagnile, Borello, Borgo delle Rose, Borgo Paglia, Budrio, Bulgaria, Bulgarnò, Calisese, Calabrina, Capannaguzzo, Carpineta, Casalbono, Casale, Case Castagnoli, Case Gentili, Case Missiroli, Case Scuola Vecchia, Celincordia, Celletta, Diegaro, Formignano, Gattolino, Gualdo, Il Trebbo, Lizzano, Luogoraro, Luzzena, Macerone, Madonna dell'Olivo, Martorano, Massa, Molino Cento, Monte Aguzzo, Monte Vecchio, Montereale, Monticino, Oriola, Osteria di Piavola, Paderno, Pievesestina, Pioppa, Ponte Abbadesse, Ponte Pietra, Pontecucco, Provezza, Rio Eremo, Rio Marano, Ronta, Roversano, Ruffio, Saiano, San Carlo, San Cristoforo, San Demetrio, San Giorgio, San Mamante, San Martino in Fiume, San Matteo, San Mauro in Valle, San Tomaso, San Vittore, Santa Lucia, Sant'Andrea in Bagnolo, Settecrociari, Tessello, Tipano, Torre del Moro, Trebbo, Valdinoce, Villa Calabra, Villa Casone, Villa Chiaviche.

### Communes limitrophes
Bertinoro, Cervia (RA), Cesenatico, Civitella di Romagna, Gambettola, Longiano, Meldola, Mercato Saraceno, Montiano, Ravenne (RA), Roncofreddo, Sarsina, Bagno di Romagna, Verghereto

## Population

### Évolution de la population en janvier de chaque année
| 1861   | 1961   | 2001   | 2002   | 2003   | 2004   | 2005   | 2006   | 2007   |
| ------ | ------ | ------ | ------ | ------ | ------ | ------ | ------ | ------ |
| 36 269 | 79 704 | 90 948 | 90 939 | 91 039 | 92 739 | 93 537 | 93 848 | 94 079 |

| 2008   | 2009   | 2011   | - | - | - | - | - | - |
| ------ | ------ | ------ | - | - | - | - | - | - |
| 94 938 | 95 502 | 97 071 | - | - | - | - | - | - |

### Ethnies et minorités étrangères
Selon les données de l’Institut national de statistique (ISTAT) au 1er janvier 2011 la population étrangère résidente était de 9 043 personnes.
Les nationalités majoritairement représentatives étaient :
| Pos. | Pays       | Population |
| ---- | ---------- | ---------- |
| 1    | Albanie    | 1188       |
| 2    | Roumanie   | 1141       |
| 3    | Maroc      | 940        |
| 3    | Bulgarie   | 796        |
| 5    | Pologne    | 609        |
| 6    | Tunisie    | 601        |
| 7    | Bangladesh | 517        |
| 8    | Ukraine    | 473        |
| 9    | Nigeria    | 341        |
| 10   | Algérie    | 295        |

## Sports
- Associazione Calcio Cesena